# Governo Scholz
Il governo Scholz è stato il venticinquesimo governo della Germania, guidato dal Cancelliere Federale Olaf Scholz, nel corso della 20ª legislatura del Bundestag, in carica dall'8 dicembre 2021 al 6 maggio 2025 (sebbene dimissionario dal 16 dicembre 2024).
Si è formato come governo di maggioranza in seguito alle elezioni federali del 2021 grazie ad un accordo tra partiti progressisti e liberali, interrompendo così i sedici anni di governo di Angela Merkel, già dimissionaria.
Il governo è stato composto, fino al 7 novembre 2024, da una alleanza politica tra SPD, Verdi e FDP, meglio nota come coalizione semaforo in richiamo ai colori dei partiti che la compongono, facendo sì che questo fosse il primo governo sostenuto da una maggioranza di tal genere a livello federale nella storia della Repubblica Federale Tedesca.
Il 7 novembre 2024, tuttavia, in seguito all’uscita dell’FDP dal governo, esso ha assunto la denominazione di “rosso-verde” ed è contestualmente divenuto un governo di minoranza, venendo sfiduciato poco più di un mese dopo, il 16 dicembre, e portando così all’indizione di nuove elezioni.

## Compagine di governo

### Appartenenza politica
L'appartenenza politica dei membri del Governo alla sua formazione è stata la seguente:
| Partito | Partito                               | Cancelliere | Ministri | Ministri di Stato | Totale |
| ------- | ------------------------------------- | ----------- | -------- | ----------------- | ------ |
|         | Partito Socialdemocratico di Germania | 1           | 7        | 3                 | 11     |
|         | Alleanza 90/I Verdi                   | -           | 5        | 4                 | 9      |
|         | Partito Liberale Democratico          | -           | 4        | -                 | 4      |
| Totale  | Totale                                | 1           | 16       | 7                 | 24     |

L'appartenenza politica dei membri del Governo alla fine del suo mandato è stata la seguente:
| Partito | Partito                               | Cancelliere | Ministri | Ministri di Stato | Totale |
| ------- | ------------------------------------- | ----------- | -------- | ----------------- | ------ |
|         | Partito Socialdemocratico di Germania | 1           | 8        | 3                 | 12     |
|         | Alleanza 90/I Verdi                   | -           | 6        | 4                 | 10     |
|         | Indipendenti                          | -           | 2        | -                 | 2      |
| Totale  | Totale                                | 1           | 16       | 7                 | 24     |

### Provenienza geografica
La provenienza geografica dei membri del Governo alla sua formazione si poteva così riassumere:
| Regione                          | Cancelliere | Ministri | Ministri di Stato | Totale |
| -------------------------------- | ----------- | -------- | ----------------- | ------ |
| Bassa Sassonia                   | 1           | 2        | -                 | 3      |
| Renania Settentrionale-Vestfalia | -           | 4        | 1                 | 5      |
| Baden-Württemberg                | -           | 3        | 2                 | 5      |
| Assia                            | -           | 2        | 1                 | 3      |
| Amburgo                          | -           | 1        | -                 | 1      |
| Brandeburgo                      | -           | 1        | -                 | 1      |
| Renania-Palatinato               | -           | 1        | -                 | 1      |
| Sassonia-Anhalt                  | -           | 1        | -                 | 1      |
| Schleswig-Holstein               | -           | 1        | -                 | 1      |
| Berlino                          | -           | -        | 1                 | 1      |
| Turingia                         | -           | -        | 1                 | 1      |

### Sostegno parlamentare
In occasione della concessione della fiducia al governo, l’8 dicembre 2021:
| Camera    | Collocazione | Partiti                                                                                              | Seggi     |
| --------- | ------------ | --- | --------- |
| Bundestag | Maggioranza  | SPD (206), I Verdi (118), FDP (92)                                                                   | 416 / 736 |
| Bundestag | Opposizione  | Unione (197), AfD (79), Die Linke (39) Non iscritti (5): SSW (1), AfD (2), DZB (1), Indipendente (1) | 320 / 736 |

In occasione della rimozione del ministro Christian Lindner e della conseguente uscita del Partito Liberale Democratico (FDP) dalla coalizione di governo, il 7 novembre 2024 (ripetutosi poi anche in occasione del voto di sfiducia del 16 dicembre 2024):
| Camera    | Collocazione | Partiti | Seggi     |
| --------- | ------------ | --- | --------- |
| Bundestag | Governo      | SPD (207), I Verdi (117), Indipendente (1)                                                                       | 325 / 736 |
| Bundestag | Opposizione  | Unione (196), FDP (90), AfD (76), Die Linke (28), BSW (10), Non iscritti (8): SSW (1), AfD (1), Indipendenti (6) | 411 / 736 |

## Composizione
L'esecutivo è formato da 16 ministri ed il Cancelliere; l’SPD ha 7 ministri e il Cancelliere, i Verdi 5 ministri tra cui il Vicecancelliere e l’FDP ha 4 ministri.
     Partito Socialdemocratico di Germania (SPD)
     Alleanza 90/I Verdi (Verdi)
     Partito Liberale Democratico (FDP)
     Indipendenti (IND)
| Cancelleria federale                                                              | Cancelleria federale                   | Cancelleria federale                               | Cancelleria federale                               | Cancelleria federale |
| Carica o ministero                                                                | Titolare                               | Titolare                                           | Titolare                                           | Ministri di Stato |
| --------------------------------------------------------------------------------- | -------------------------------------- | -------------------------------------------------- | -------------------------------------------------- | --- |
| Cancelliere federale                                                              |                                        |                                                    | Olaf Scholz (SPD)                                  | - Sarah Ryglewski (SPD) Ministro di Stato per le relazioni fra Stati federali e per lo sviluppo sostenibile - Reem Alabali-Radovan (SPD) Ministro di Stato per la migrazione, i rifugiati e l'integrazione e per l'anti-razzismo - Carsten Schneider (SPD) Ministro di Stato per la Germania dell'Est - Claudia Roth (Verdi) Ministro di Stato per la cultura e i media |
| Vicecancelliere federale                                                          |                                        |                                                    | Robert Habeck (Verdi)                              | - Sarah Ryglewski (SPD) Ministro di Stato per le relazioni fra Stati federali e per lo sviluppo sostenibile - Reem Alabali-Radovan (SPD) Ministro di Stato per la migrazione, i rifugiati e l'integrazione e per l'anti-razzismo - Carsten Schneider (SPD) Ministro di Stato per la Germania dell'Est - Claudia Roth (Verdi) Ministro di Stato per la cultura e i media |
| Responsabile della Cancelleria Delegato ai servizi di intelligence federali       |                                        |                                                    | Wolfgang Schmidt (SPD)                             | - Sarah Ryglewski (SPD) Ministro di Stato per le relazioni fra Stati federali e per lo sviluppo sostenibile - Reem Alabali-Radovan (SPD) Ministro di Stato per la migrazione, i rifugiati e l'integrazione e per l'anti-razzismo - Carsten Schneider (SPD) Ministro di Stato per la Germania dell'Est - Claudia Roth (Verdi) Ministro di Stato per la cultura e i media |
| Ministeri federali                                                                |                                        |                                                    |                                                    | |
| Ministri federali                                                                 | Ministri federali                      | Ministri federali                                  | Ministri federali                                  | Ministri di Stato |
| Economia e protezione climatica                                                   |                                        |                                                    | Robert Habeck (Verdi)                              | carica non assegnata |
| Finanze                                                                           |                                        |                                                    | Christian Lindner (FDP) (fino al 07/11/2024)       | carica non assegnata |
| Finanze                                                                           |                                        | Jörg Kukies (SDP) (dal 07/11/2024)                 |                                                    | carica non assegnata |
| Interno e comunità                                                                |                                        |                                                    | Nancy Faeser (SPD)                                 | carica non assegnata |
| Esteri                                                                            |                                        |                                                    | Annalena Baerbock (Verdi)                          | - Anna Lührmann (Verdi) Delegata all'Europa e al clima - Katja Keul (Verdi) - Tobias Lindner (Verdi) |
| Giustizia                                                                         |                                        |                                                    | Marco Buschmann (FDP) (fino al 07/11/2024)         | carica non assegnata |
| Giustizia                                                                         |                                        | Volker Wissing (IND) (ad interim) (dal 07/11/2024) |                                                    | carica non assegnata |
| Giustizia                                                                         |                                        |                                                    |                                                    | carica non assegnata |
| Lavoro e affari sociali                                                           |                                        |                                                    | Hubertus Heil (SPD)                                | carica non assegnata |
| Difesa                                                                            |                                        |                                                    | Christine Lambrecht (SPD) (fino al 19/01/2023)     | carica non assegnata |
| Difesa                                                                            | Boris Pistorius (SPD) (dal 19/01/2023) |                                                    |                                                    | carica non assegnata |
| Alimentazione e agricoltura                                                       |                                        |                                                    | Cem Özdemir (Verdi)                                | carica non assegnata |
| Famiglia, anziani, donne e gioventù                                               |                                        |                                                    | Anne Spiegel (Verdi) (fino al 25/04/2022)          | carica non assegnata |
| Famiglia, anziani, donne e gioventù                                               | Lisa Paus (Verdi) (dal 25/04/2022)     |                                                    |                                                    | carica non assegnata |
| Sanità                                                                            |                                        |                                                    | Karl Lauterbach (SPD)                              | carica non assegnata |
| Affari digitali e trasporti                                                       |                                        |                                                    | Volker Wissing (IND)                               | carica non assegnata |
| Affari digitali e trasporti                                                       |                                        |                                                    | Volker Wissing (IND)                               | carica non assegnata |
| Ambiente, conservazione della natura, sicurezza nucleare e tutela dei consumatori |                                        |                                                    | Steffi Lemke (Verdi)                               | carica non assegnata |
| Istruzione e ricerca                                                              |                                        |                                                    | Bettina Stark-Watzinger (FDP) (fino al 07/11/2024) | carica non assegnata |
| Istruzione e ricerca                                                              |                                        | Cem Özdemir (Verdi) (dal 07/11/2024)               |                                                    | carica non assegnata |
| Cooperazione economica e sviluppo                                                 |                                        |                                                    | Svenja Schulze (SPD)                               | carica non assegnata |
| Edilizia e sviluppo cittadino                                                     |                                        |                                                    | Klara Geywitz (SPD)                                | carica non assegnata |
| Affari speciali                                                                   |                                        |                                                    | Wolfgang Schmidt (SPD)                             | carica non assegnata |

## Cronologia
2021
- 8 dicembre: Il Bundestag, a scrutinio segreto, accorda la fiducia al governo Scholz con 395 voti favorevoli, 303 contrari, 6 astenuti e 3 schede nulle.[5]

2022
- 17 gennaio: Il ministro della giustizia Marco Buschmann rende nota l'intenzione del governo di rendere lecita la possibilità per i medici di dare informazioni sulle pratiche abortive attraverso l'eliminazione dell'articolo 219a del codice penale, norma introdotta nel 1933 all'epoca del Governo Hitler allo scopo di sostenere la campagna demografica e la protezione della cosiddetta “razza ariana”[6][7]. Ciò è infine accaduto il 24 giugno, quando il Bundestag ha votato a favore della proposta avanzata dal Governo[8].
- 3 giugno: Il Bundestag approva una proposta del governo sull’aumento del salario orario minimo a 12 euro lordi a partire dal 1º ottobre. La proposta prevede che il salario minimo sia aumentato in due fasi: da 9,82 a 10,45 euro il 1º luglio e fino a 12 euro il 1º ottobre.[9]
- 26 ottobre: Il ministro della salute Karl Lauterbach rende nota l'intenzione del governo di rendere lecita la possibilità di consumare, detenere (fino a 30 grammi), vendere (solo in negozi specializzati e con licenza) e coltivare domesticamente cannabis, depenalizzandola.[10]

2023
- 17 marzo: Il Bundestag, con 400 voti favorevoli, 261 contrari e 23 astenuti, approva una modifica alla legge elettorale sostenuta dal Governo. La riforma, che ha effetto a partire dalle successive elezioni federali, stabilisce un numero fisso di seggi del Bundestag, pari a 630. Vengono, inoltre, eliminati i seggi compensativi, la cui presenza consentiva un numero variabile di parlamentari, e viene eliminata la possibilità per i partiti vincitori di almeno tre seggi uninominali di accedere automaticamente alla quota proporzionale, senza bisogno di superare la soglia di sbarramento del 5%.[11]
- 17 agosto: Dopo vari esami preliminari, il Governo approva un progetto di legge volto a legalizzare il possesso e la produzione di quantità contenute di cannabis, ai sensi di quanto affermato dal ministro della salute Karl Lauterbach il 26 ottobre 2022, con alcune revisioni e precisazioni: il progetto prevede un possesso fino a 25 grammi per i soli maggiorenni e la coltivazione di massimo tre piante per uso personale. La cannabis sarà, infine, distribuita da speciali associazioni, che verranno chiamate “cannabis club”, a cui i consumatori dovranno iscriversi, ma in cui non potrà essere consumata. Per essere convertito in legge, esso è stato inviato al Bundestag.[12]
- 8 settembre: Il Bundestag, con 399 voti favorevoli e 275 contrari, approva una proposta di legge del Governo al fine di sostituire gradualmente i riscaldamenti a gas con sistemi di riscaldamento alternativi ed ecosostenibili ed imporre, qualora necessario, l’installazione di pompe di calore negli edifici di nuova costruzione, al fine di ridurre le emissioni atmosferiche di gas inquinanti.[13]

2024
- 23 febbraio - Il Bundestag, con 407 voti favorevoli e 226 contrari, approva il progetto di legge volto a legalizzare il possesso e la produzione di quantità contenute di cannabis, come definito e confermato dal Governo il 17 agosto precedente.[14]
- 7 novembre - Il ministro delle finanze Christian Lindner dopo aver chiesto al cancelliere Scholz di indire elezioni anticipate viene fatto dimettere dallo stesso[15], conseguentemente il partito liberale FDP annuncia di far ritirare tutti i suoi ministri dalla compagine di governo, passando all'opposizione.[3]
- 11 dicembre - Scholz chiede al Bundestag un voto di fiducia per sondare la situazione parlamentare.[16]
- 16 dicembre - Il Bundestag nega la fiducia al governo; votano a favore l'SDP, alcuni non iscritti e una minoranza dell'AfD, mentre si astengono i Verdi e un membro dell'AfD e si oppongono la maggioranza dell'AfD e tutti gli altri partiti rappresentati nel Bundestag.[17] Si contano in totale 207 voti favorevoli, 349 voti contrari e 116 astenuti. Conseguentemente, Scholz chiede al Presidente federale della Germania di sciogliere il Bundestag ed indire elezioni anticipate.[18]

### Esplicative
1. 1 2  Fino al 7 novembre 2024.
2. 1 2 3  Uno dei quali è anche Vicecancelliere.
3. 1 2  Viene riportata la situazione parlamentare solo di questa camera (e non anche del Bundesrat) poiché solo quest'ultima ha il potere di controllare il rapporto di fiducia con l'esecutivo
4. ↑  Di cui 152 appartenenti alla CDU e 45 alla CSU
5. 1 2  Fuoriusciti dai partiti o non iscritti al gruppo parlamentare ma comunque ancora membri del partito al momento  dell'elezione
6. ↑  Di cui 153 appartenenti alla CDU e 45 alla CSU
7. 1 2  Fino al 07/11/2024, membro del Partito Liberale Democratico (FDP).

### Bibliografiche
1. ↑   Verdi tedeschi approvano accordo Via libera governo Scholz - Ultima Ora, su Agenzia ANSA, 6 dicembre 2021. URL consultato il 6 dicembre 2021.
2. ↑   Scholz presenta contratto di coalizione, il semaforo c'è - Altre News - Nuova Europa, su ANSA.it, 24 novembre 2021. URL consultato il 6 dicembre 2021.
3. 1 2   Germania: i ministri della Fdp lasceranno la coalizione di Scholz - Altre news - Ansa.it, su Agenzia ANSA, 7 novembre 2024. URL consultato l'8 novembre 2024.
4. ↑   Olaf Scholz è stato sfiduciato dal parlamento, come previsto, su Il Post, 16 dicembre 2024. URL consultato il 16 dicembre 2024.
5. ↑   Bundestag wählt Olaf Scholz zum neuen Bundesliga, su spiegel.de, 8 dicembre 2021. URL consultato il 5 settembre 2022.
6. ↑  (EN) Germany set to lift ban on abortion advertising, justice minister says, su POLITICO, 17 gennaio 2022. URL consultato il 18 gennaio 2022.
7. ↑   In Germania sarà abolito il divieto di dare informazioni sull'aborto, su Il Post, 18 gennaio 2022. URL consultato il 18 gennaio 2022.
8. ↑   La Germania ha eliminato il divieto di dare informazioni sull’aborto, su Il Post, 26 giugno 2022. URL consultato il 26 giugno 2022.
9. ↑   Germania, il salario minimo passa da 9,82 a 12 euro da ottobre, su Il Sole 24 Ore, 4 giugno 2022. URL consultato il 4 giugno 2022.
10. ↑   Germania, ok del governo a linee guida sulla legalizzazione della cannabis, su SKY TG24, 2022-10. URL consultato il 26 ottobre 2022.
11. ↑   Anche la Germania ha il suo taglio dei parlamentari: approvata la legge che riduce a 630 il numero degli eletti, su ilfattoquotidiano.it, 18 marzo 2023. URL consultato il 19 marzo 2023.
12. ↑   Germania, legalizzazione cannabis: primo via libera progetto di legge, su tg24.sky.it, 17 agosto 2023. URL consultato il 17 agosto 2023.
13. ↑   È stata approvata la legge più complicata del governo di Olaf Scholz, su ilpost.it, 8 settembre 2023. URL consultato l'8 settembre 2023.
14. ↑   La Germania dà il via libera alla cannabis legale: “Taglierà le gambe allo spaccio”, su repubblica.it, 23 febbraio 2024. URL consultato il 23 febbraio 2024.
15. ↑   Terremoto a Berlino, Scholz licenzia Lindner - Notizie - Ansa.it, su Agenzia ANSA, 6 novembre 2024. URL consultato l'8 novembre 2024.
16. ↑   Il presidente tedesco Scholz chiede un voto di fiducia sul percorso verso le elezioni, su it.marketscreener.com.
17. ↑   Bundeskanzler Scholz verliert wie erwartet Vertrauensfrage im Bundestag, su tagesschau.de.
18. ↑   Germania, il Bundestag nega la fiducia a Scholz: il cancelliere affossato dal voto parlamentare, su rainews.it.